# 長谷部奈美江
長谷部 奈美江（はせべ なみえ、1959年 - ）は、日本の詩人。山口県生まれ。

## 経歴
1983年、詩作を始める。自分の中に表現したいことがあり、現在の夫にすすめられて投稿を始めた。

## 受賞歴
- 1985年度 - ユリイカの新人。
- 1988年度 - 第26回現代詩手帖賞受賞。
- 1989年度 - 山口県詩人懇話会新人賞受賞。
- 1997年 - 『もしくは、リンドバーグの畑』で第2回中原中也賞を受賞。

## 作品リスト
- 『もしくは、リンドバーグの畑』思潮社、1995年12月
- 『セプテンバー・トレイン』思潮社、1999年10月
- 『The Unknown Lovers』ミッドナイトプレス、2001年9月
- 『まほら動物通信』文芸社、2007年4月